# Conspiration des prisons

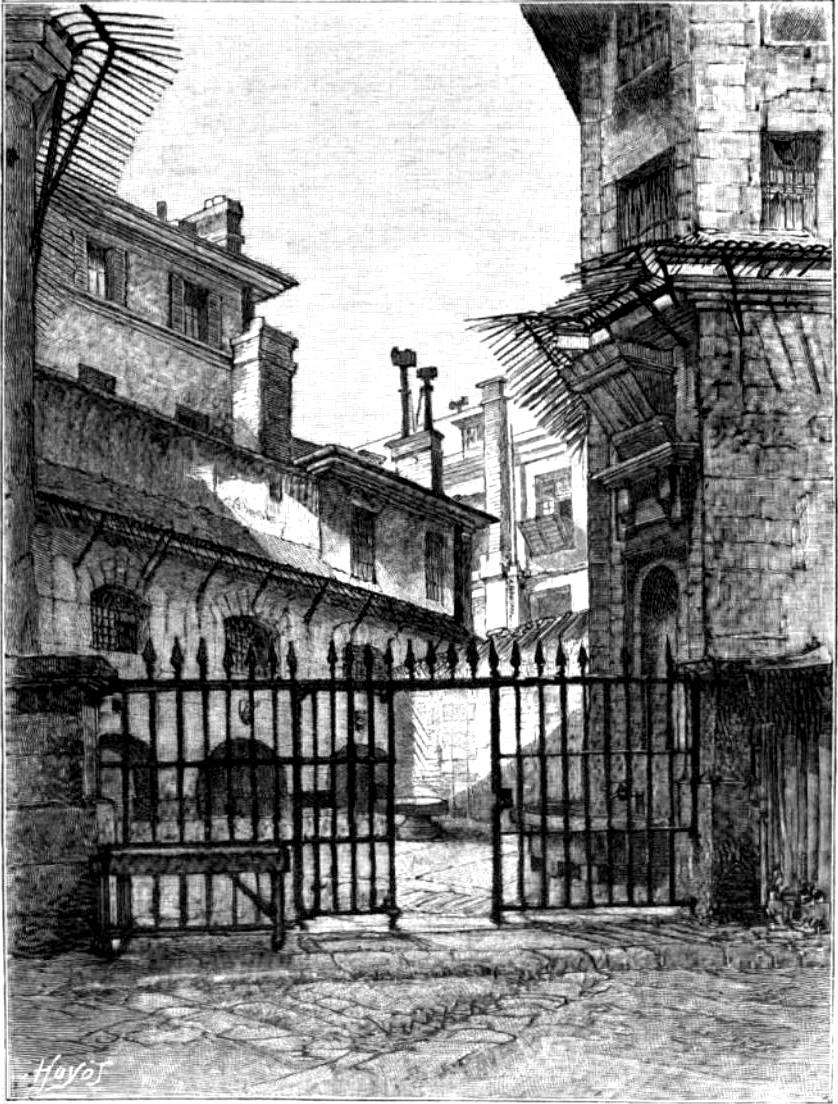
La prigione della Conciergerie.

Le Conspirations des prisons  (cospirazioni delle carceri) furono dei processi messi in atto durante il Terrore davanti al Tribunale rivoluzionario, intrapresi dopo il processo ai dantonisti in linea di principio, e successivamente implementati in maniera sistematica dopo il voto della Legge del 22 Pratile (10 giugno 1794). Ci furono diverse iniziative, denominate con l'espressione «conspiration des prisons», fermo restando che il termine "cospirazione delle carceri" non significava né ribellione, né ammutinamento, ma un piano concertato di eliminazione fisica dei prigionieri. Il termine deriva dal fatto che i sostenitori di queste azioni sostenevano di aver scoperto "cospirazioni di detenuti" ai danni della Repubblica.
Alcune di queste azioni, considerate criminali nell'anno III (1795), fallirono (presso il carcere di Port-libre nell'Abbazia di Port-Royal di Parigi), altri progetti non ebbero luogo a seguito degli avvenimenti del 9 Termidoro, e altri ancora, particolarmente sanguinari, furono portati a compimento il 7, 9, 10 e 13 luglio 1794 (19, 21, 22 e 25 Messidoro), e il 23, 24 e 26 luglio (5, 6 e 8 termidoro dell'anno II).
Maximilien de Robespierre, Saint-Just e Couthon, contrariamente alla propaganda Termidoriana, non ebbero alcuna parte: esse furono interamente opera del Comitato di sicurezza generale, in collaborazione con alcuni membri del Comitato di salute pubblica e soprattutto Bertrand Barère che alla Convenzione disse: «Il comitato ha disposto le sue misure e in due mesi le prigioni saranno svuotate». Robespierre, in un discorso tenuto l'11 luglio alla Convenzione nazionale prese pubblicamente le distanze, dicendo che i suoi "princìpi erano di fermare l'effusione di sangue umano versato per il crimine", ossia affievolire il Terrore, mentre l'8 termidoro ebbe a dire:

## Contesto
Qualche membro dei Comitato di salute pubblica e del Comitato di sicurezza generale aveva deciso, per calcolo politico e con diversi retro pensieri, di inasprire il Terrore « purgando - epurando » – era la loro espressione – le prigioni di Parigi. 
Queste erano molto congestionate dopo l'abolizione dei tribunali provinciali rivoluzionari nel marzo 1794 - gli imputati arrestati nelle province furono portati a Parigi -, l'aumento degli ordini di arresto emessi nella regione Île-de-France dal Comitato di sicurezza generale e le « lentezze » procedurali del Tribunale rivoluzionario di Parigi sopraffatto dagli incartamenti e dalla necessità di supportare le accuse. La legge del 22 pratile e i presunti complotti dei prigionieri permisero di andare più veloce, e di « sgomberare » le prigioni. Tutti i detenuti delle molte prigioni di Parigi, qualunque fosse la ragione della loro incarcerazione, sospettati, accusati o già giudicati, furono globalmente interessati.
La presunta cospirazione della prigione di Bicêtre, che permise di giustiziare il 28 Pratile e poi nuovamente l'8 Messidoro oltre settanta persone, montata dal Comitato di sicurezza generale e da Voulland in particolare, con l'avallo di Bertrand Barère, Billaud-Varenne e Collot d'Herbois, fu la prima operazione su larga scala organizzata dopo la legge del 22 Pratile.
Il deputato alla Convenzione Osselin, coinvolto in casi di corruzione e che sapeva molto sugli abusi dei suoi ex colleghi nel Comitato di sicurezza generale - tra cui Jean-Pierre-André Amar - e che aveva evitato per poco la pena di morte quattro mesi prima, era una di quelle vittime di cui si temevano le rivelazioni.
Fu Valagnos, un prigioniero condannato in catene e in attesa di deportazione, che accettò di reclutare falsi testimoni disposti a venire a aggravare la posizione degli accusati al Tribunale rivoluzionario.. Questo caso di falso complotto fu seguito da « il caso » del Lussemburgo, una cospirazione che in realtà era ancora esclusivamente basata sulla falsa testimonianza di individui che, a fronte di diverse promesse, furono chiamati a testimoniare davanti al Tribunale rivoluzionario e che talvolta loro stessi furono in seguito giustiziati.

## In principio
Messe alla prova e rodate dopo il processo a Danton e ai suoi amici co-imputati nella prigione del Lussemburgo dove si trovavano l'ex generale Arthur Dillon, Lucile Duplessis Desmoulins o ancora Pierre-Gaspard Chaumette, le cospirazioni inventate, rivelate e denunciate dagli agenti della polizia politica nelle prigioni di Parigi, erano riversate su un insieme di varie persone sconosciute le une alle altre, sotto lo stesso capo d'accusa - la « ribellione » - per evitare la dispersione dovuta al labirinto dei casi personali. Fu il Comitato di sicurezza generale (e in particolare Grégoire Jagot e André Amar - essi stessi sotto la direzione di Vadier, Barère, Collot d'Herbois e Billaud-Varennes) che si prese l'incarico di vigilare e realizzare questo piano machiavellico, in collaborazione con Fouquier-Tinville, Martial Joseph Armand Herman, già presidente del Tribunale rivoluzionario divenuto Commissario dell'amministrazione civile, polizia e tribunali, ed i cittadini Lanne e Dupaumier, dirigenti della polizia.
Il metodo si basava su una falsa testimonianza fatta o strappata ad altri detenuti, a volte « falsi prigionieri » che, come Armand e Manini, venivano inviati da un carcere all'altro per ottenere confidenze o indiscrezioni dai prigionieri: ad esempio l'abitudine che alcuni detenuti avevano di riunirsi nella cella di uno di loro, permettendo, se necessario, di ritenere che stessero tramando la loro fuga per andare uccidere i membri dell'amministrazione nazionale. In Tribunale, era sempre la stessa domanda che è stata posta agli imputati: - Eravate a conoscenza o no se era in progetto un complotto (al Lussemburgo o in un'altra prigione a seconda dei casi) e che è in corso in questo momento, e lo hai denunciato? Sull'affermazione o la negazione, si passava al successivo.

## Prigione del Lussemburgo

### Prima cospirazione del Lussemburgo

Lucile Duplessis Desmoulins, presunta cospiratrice nella trama delle carceri.

La prima cospirazione del Lussemburgo fu organizzata in tutta fretta dal Comitato di Sicurezza generale per giustiziare un certo numero di prigionieri, presunti complici di Hébert e di Danton, senza che questi potessero esprimersi pubblicamente sulle vere ragioni della loro presenza davanti al Tribunale rivoluzionario. Questa tecnica, che consisteva nel chiudere la bocca degli accusati "inventava" un reato collettivo di "cospirazione", anticipando la legge del 22 pratile che "faceva economia" del pubblico dibattimento, togliendo questo diritto alla difesa.
Così riuniti a Lucile Desmoulins e al generale Arthur Dillon, che aveva cercato di comunicare con un messaggio da una cella all'altra, furono raggruppati e mescolati con i loro cosiddetti "complici": Chaumette, Gobel, Françoise Hébert, il generale Lécuyer che erano stati accusati in Tribunale da dei prigionieri loro stessi in pericolo di morte come il diplomatico Laflotte o al ci-devant Conte di Ferrières-Sauvebeuf.

### Seconda cospirazione del Lussemburgo
Uno degli amministratori della Prigione del Lussemburgo, Wiltcherich, che aveva costruito il presunto complotto di Arthur Dillon e della moglie di Camille Desmoulins Lucile (dal 5 al 13 aprile 1794), cooperò nuovamente con il Comitato di Sicurezza generale nel suo compito consistente di "purgare" la prigione del Lussemburgo dei suoi detenuti. Per raccogliere un numero sufficiente di accuse e falsi testimoni, si avvalse di collaboratori subalterni, tra i quali:
- un sarto di Saint-Omer nominato sottotenente di fanteria, Pierre Joseph Boyenval che l'esercito rivoluzionario aveva trovato indegno di esso, e che, imprigionato dal 20 brumaio anno II al Lussemburgo, aveva denunciato Lucile Duplessis Desmoulins e i suoi coinputati al Tribunale rivoluzionario il 24 Germinale Anno II[6];
- Beausire, autore di pamphlet, la cui moglie – Nicole Leguay, cosiddetta baronessa d'Oliva – era particolarmente famosa per essere stata coinvolta nel caso dell'Affare della collana della Regina (1784-1785);
- il bigliettaio o porta-chiavi di nome Joseph Verney;
- un ex aiutante di campo del generale Jean-François Carteaux
- uno di nome Amans, un ladro « buono per il patibolo »;
- …[7].

L'organizzazione, tuttavia, era guidata da Jean-Pierre-André Amar del Comitato di sicurezza generale, che a tal fine aveva inviato sul posto il suo segretario Leymerie che si concertò con il direttore della polizia Faro incaricato di « ricercare » nelle prigioni. Reclutarono così un certo numero di sottoscrittori di denunce, e al Lussemburgo, il principale fu, senza dubbio, Pierre-Joseph Boyenval che era il più zelante: il custode Guyard e il suo aiutante, il bigliettaio Verney, avevano ordine di lasciarlo uscire e venire a suo piacimento, di nutrirlo correttamente e di garantire che egli fosse il più spesso possibile in contatto con i detenuti uomini e donne. Boyenval fu probabilmente il segnalatore più cooperativo, con un italiano di nome Manini che infieriva a Saint-Lazare, l'ex conte di Ferrière-Sauvebeuf alla Force o ancora Louis-Guillaume Armand che aveva lavorato a Sainte-Pélagie per conto di Dossonville, agent principal del Comitato di sicurezza generale, lui stesso investito di poteri quasi illimitati. 
Riunitisi « in concilio », i quattro collaboratori « briganti » si consultarono al fine di formare una lista di nomi.
Non erano soltanto i titoli di nobiltà che designavano i prigionieri ma anche dei rancori, dei capricci o fantasie romantiche. Un tale ha complottato perché ha rifiutato di lasciare che uno dei quattro uomini si serva nella sua tabacchiera, un altro perché non è stato generoso con il carceriere, un terzo perché era il marito di una donna che Boyenval si degnava di trovare piacente. Questi aveva per esempio iscritto sulla lista dei condannati uno di nome Gant la cui moglie era ugualmente imprigionata nella prigione del Lussemburgo. Egli deporrà contro Gant, e la sera era ai piedi della donna spaventata; due giorni dopo lo si vedrà dare il braccio a colei che le aveva appena mandato il marito alla ghigliottina.
Quando la cifra dei "cospiratori" aveva raggiunto il numero di 154, si fermò. L'elenco fu inviato dal Comitato di sicurezza generale a Fouquier-Tinville. 
Contrariamente ai desideri di Bertrand Barère che voleva far giudicare i presunti cospiratori della prigione del Lussemburgo in una volta sola, essi furono ripartiti da Armand Herman in tre gruppi che furono giudicati secondo la "legge del 22 pratile anno II" - senza dibattimento e senza modo di difendersi - in tre sessioni. Nei documenti presentati al pubblico ministero vi erano accuse diverse, anche poco circostanziate le une rispetto alle altre. Quella di Verney doveva anche servire alla terza presunta cospirazione del Lussemburgo che ebbe luogo dieci giorni dopo, il 4 Termidoro anno II. Essa era così concepita:
 (segue una lista di nomi). Ed aggiungeva:

#### Prima sezione - 19 messidoro (7 luglio 1794)
Davanti al Tribunale rivoluzionario la procedura si svolse con tanto disprezzo e mancanza di equità come nei precedenti "affari", tra cui quella dei cinquantaquattro complici della cospirazione dall'estero rivestiti di camicie rosse per portarli al supplizio. Cinquantanove imputati furono così raccolti sui banchi del Tribunale dove gli si chiedeva di rispondere con un si o con un no a due domande: avete voi complottato? e siete voi a conoscenza di una cospirazione?. Cinquantanove persone furono condannate e ghigliottinate. Tra essi, un uomo di 80 anni: Jean-Baptiste-Augustin de Salignac Abate di Fénelon. Tra le altre figuravano soprattutto Denis-Pierre-Jean Papillon de La Ferté, "ci-devant" "intendente des menus-plaisirs" (maggiordomo) del Re, Guillaume-Joseph Dupleix de Bacquencourt "sua altezza" intendant di Borgogna, Marc-Antoine-François-Marie Randon de la Tour (amministratore del Tesoro), Louis-Joachim-Paris (Potier de Blancmesnil de Gesvres, duca e pari, e compatriota di Louis-Antoine-Léon Saint-Just), Charles-Alexandre-Marc-Marcellin de Boussu de Chimay, principe di Hénin, Aimar-Charles-Marie de Nicolaï (ex-primo presidente della Chambre des comptes) e Florent-Alexandre-Melchior de La Baume, conte di Montrevel.

#### Seconda sessione - 21 messidoro anno II (9 luglio 1794)
La seconda sessione consisteva di cinquanta accusati. Ebbe la circostanza rimarchevole che due degli imputati furono assolti (uno di loro, era un ragazzo di 14 anni). Tuttavia, il grande architetto Pierre-Louis Moreau-Desproux fu incluso in questa infornata di condannati a morte senza nemmeno essere stato ascoltato o interrogato.

#### Terza - sessione - 22 messidoro anno II (10 luglio 1794)
In questa sessione, che si svolse come le precedenti, era presente Georges-Louis Leclerc di Buffon – il figlio del celebre naturalista Georges-Louis Leclerc conte di Buffon – che, quando salì sul patibolo, gridò in tono di rimprovero: « Sono il figlio di Buffon ». La sentenza venne emessa anche per Jacques-Raoul Caradeuc de la Chalotais, figlio di Louis-René Caradeuc de La Chalotais, che notoriamente si trovava in uno stato di demenza.

### Terza «cospirazione» del Lussemburgo il 4 termidoro anno II (22 luglio 1794)
Questa ultima retata nella prigione del Lussemburgo portò all'esecuzione di 45 persone, tra cui la "ci-devant" duchessa di Brissac, la viscontessa de Noailles con la madre, la duchessa d'Ayen, nata Henriette d'Aguesseau e sua nonna, la moglie del maresciallo de Noailles, e il suo prozio il maresciallo di Mouchy Philippe de Noailles e sua moglie. Con loro la vecchia contessa di Lachàtre, il Generale Louis Charles de La Motte-Ango de Flers, il cittadino Roger della sezione dell'Humanité.

## Ultime carrette
A partire dal 25 messidoro anno II (13 luglio 1794), il numero delle vittime quotidiane non scese mai al di sotto di trenta e a volte raggiunse sessanta. Tutti i nomi illustri dell'Ancien Régime figuravano sulla lista degli accusati. Ma in queste liste tragiche vi erano anche braccianti, soldati e lavoratori domestici sulle carrette che li portavano al patibolo.

### Cospirazione di Plessis
Questo progetto si concluse in un fallimento - c'erano solo tre condannati a morte - grazie al coraggio del custode Haly. Vedi la lettera di Gourreau citata da Henri Wallon. Vedi anche Coittant pag. 187: sei segnalatori reclutati da Benoist, che aveva già operato al Lussemburgo, vale a dire: Cupif, ispettore capo dei giardini delle Tuileries. Anne Cruau, calzolaio; Caron, ex domestico; Schaff, orologiaio; Folâtre, ex comandante del battaglione di Bonne-Nouvelle; Roger detto il balordo.

### Cospirazione delle Carmelitane

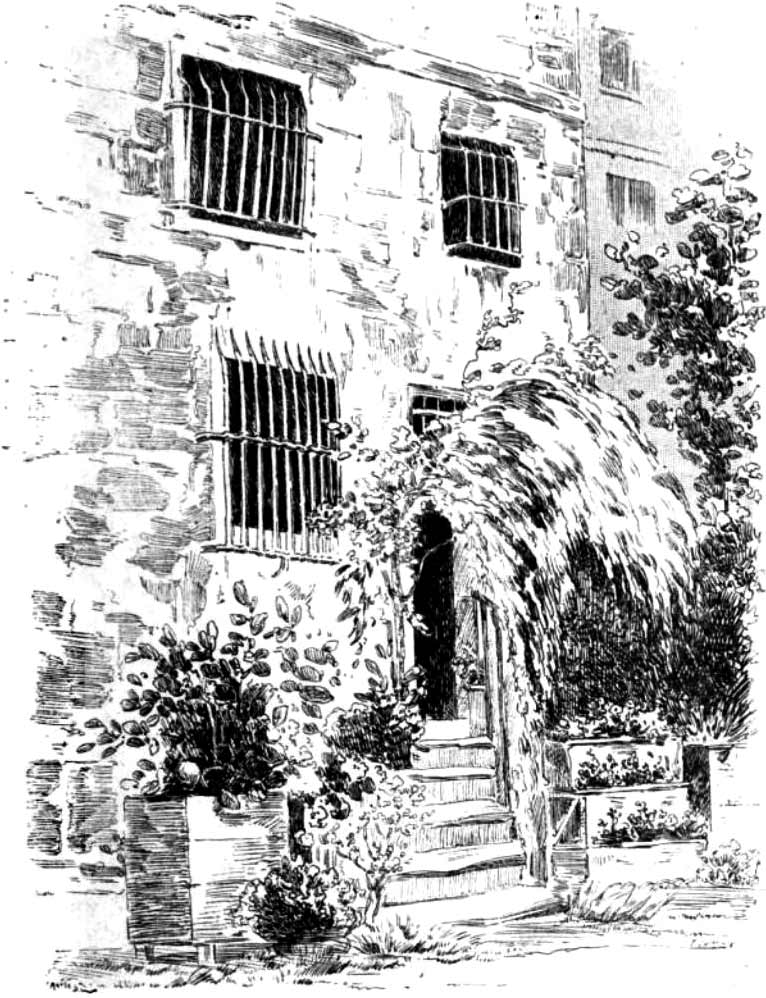
La prigione delle Carmelitane.

Dopo aver « epurato » la prigione del Lussemburgo, il metodo fu applicato anche ad altri luoghi di detenzione. Fu ancora l'ufficio di Armand Herman che sollecitò le denunce. Esse condussero davanti al Tribunale rivoluzionario cinquantun prigionieri della prigione delle Carmelitane.
I primi i detenuti della prigione delle Carmelitane furono processati il 5 Termidoro anno II e quarantasei di loro furono condannati a morte sulle vaghe denunce dei segnalatori. Tra di loro: André-Jean Boucher d'Argis (ex luogotenente particolare del Châtelet); François-Charles-Antoine d'Autichamps (Canonico a Notre-Dame) e fratello di Charles d'Autichamps generale della Vandea; Louis-Marthe de Gouy d'Arsy (già deputato all'Assemblea costituente; il generale Alexandre François Marie de Beauharnais; Joachim-Charles de Soyecourt; Louis-Armand-Constantin, principe di Rohan-Montbazon; Gilles de Santerre (banchiere); Louis de Champcenetz (collaboratore al giornale monarchico gli Atti degli Apostoli). I detenuti delle Carmelitane furono tutti accusati di aver organizzato un piano per fuggire.

### Cospirazione di Saint-Lazare
Tra i segnalatori della Prigione di Saint-Lazare, i prigionieri citarono:
- Pierre-Athanase Pépin-Desgrouettes, ex avvocato, lui stesso sotto accusa dal suo arresto del 2 Floreale[12];
- Augustin-Germain Jobert il belga, che stava cercando disperatamente di sfuggire all'esecuzione che lo attendeva[13];
- i cittadini Robiquet, Coquerey, Robinet e Roger la Pointe.

Il peggio, per così dire, vennne da Manini, che, come Boyenval al Lussemburgo, si dimostrò zelante davanti ai desideri dei suoi datori di lavoro. Inoltre si chiusero gli occhi sulle sue « scorrettezze » così come era noto che egli faceva « contribuire » i prigionieri. Molti prigionieri, come Aimée de Coigny, Montrond o l'ex deputato Thomas de Treil de Pardailhan, riuscirono col denaro a farsi cancellare dalle liste dei detenuti denunciati, poco prima della serie di « processi » davanti al Tribunale rivoluzionario. In questa cospirazione perse la vita il poeta André Chénier.

## Cospirazioni in programma alla vigilia del 9 termidoro
In base ai documenti ritrovati dopo il 9 Termidoro e quelli destinati ad istruire il processo di Fouquier-Tinville e consorte, altre esecuzioni di massa erano previste i giorni seguenti, mentre gli arresti e le carcerazioni erano sempre più numerosi.
Tutti i nobili di Neuilly-sur-Seine, Boulogne e Auteuil erano stati rastrellati e attendevano di comparire davanti al Tribunale rivoluzionario. Erano pure stati tradotti a Parigi tutti i detenuti delle prigioni di Chantilly, Amiens e altri luoghi. In tutto, molte centinaia di persone sparse nelle prigioni congestionate. Esse dovevano essere tutte giustiziate in ossequio alla decisione politica di Barère, probabilmente su ordine di alcune cabine di regia straniere, tendenti a privare la Francia delle sue élite e di farne una buona preda da spartirsi senza spargimento di sangue come la Polonia.
Contrariamente a ciò che è creduto e ripetuto, il colpo di stato del 9 termidoro anno II, nell'intenzione di Barère, era quello di sbarazzarsi di Robespierre e continuare con più rigore, il grande progetto di terrore cieco e di annientamento della Repubblica. La "journée des dupes" (giornata delle vittime) del 9 termidoro invertì il corso degli eventi e i membri del Comitato riuniti, nell'impossibilità di continuare i loro crimini, fecero buon viso a cattivo gioco e improvvisamente si trovano insieme ai Termidoriani per far credere che, dal momento che il terrore era cessato il 10 Termidoro, esso era stato esclusivamente opera di Robespierre e dei suoi "complici" cioè, in tutto, un centinaio di uomini giustiziati senza processo il 10 e 11 termidoro. Gli stessi (Robespierre e i suoi) morirono al posto di centinaia di prigionieri che erano stati accusati di aver "cospirato nelle prigioni".
Le principali prigioni in cui si stava ancora architettando, alla vigilia delle cospirazioni ideate, erano quelle di Madelonnettes; di Port Libre; di Plessis dove al cittadino Courlet era stato chiesto di fare accuse contro i suoi compagni di prigionia per salvare la sua testa. Altri progetti erano ancora in corso alla prigione dei Carmelitani, e anche al Lussemburgo, che aveva ancora un gran numero di detenuti incarcerati di recente.
Dei personaggi molto noti erano predestinati a questo massacro, tra i quali il filosofo illuminista britannico Thomas Paine (uno dei Padri Fondatori degli Stati Uniti d'America), Madame de Fontenay (futura Thérésa Tallien, figlia del banchiere Cabarrus), il Marchese de Sade, Joséphine de Beauharnais (futura moglie di Napoleone), il generale Lazare Hoche, la contessa de Simiane nata Aglaé de Damas, amica di La Fayette, il pittore Hubert Robert, Louise Contat della Comédie-Française, la duchessa d'Orléans Luisa Maria Adelaide di Borbone, ecc...

## Bilancio
Le prigioni più messe alla prova furono: le Luxembourg (315 esecuzioni il 19, 20, e 21 messidoro poi il 4 termidoro), Saint-Lazare (165 esecuzioni il 6, 7 e 8 termidoro), Bicêtre 76 esecuzioni il 28 pratile e 8 messidoro, les Carmes (martiri di Compiègne) (49 esecuzioni il 5 termidoro). Tutte le vittime della "congiura delle prigioni" furono sepolte nel Cimitero di Picpus.
Dopo la caduta di Maximilien de Robespierre il 9 termidoro anno II (27 luglio 1794) le prigioni furono aperte e i prigionieri liberati.

## Conseguenze politiche
Si inseriscono nella reazione termidorana: la responsabilità di questi crimini è rigettata sui « Robespierristi ».

## Vittime illustri
- 1306 vittime del Terrore tra il 14 giugno e il 27 luglio 1794
- Le Martiri di Compiègne, ghigliottinate e sepolte nelle fosse comuni
- Arthur Dillon
- Lucile Duplessis Desmoulins, vedova di Camille Desmoulins
- Pierre-Gaspard Chaumette, ex membro "esagerato" del Comune di Parigi
- Marie Marguerite Françoise Hébert, vedova di Jacques-René Hébert
- André Chénier, poeta ed ex fogliante, ghigliottinato il 7 termidoro Anno II (25 luglio 1794), sepolto nelle fosse comuni del Cimitero di Picpus
- Jean Antoine Roucher (1745-1794), poeta, esattore delle tasse sul sale, ghigliottinato il 7 termidoro Anno II (vedere la sua poesia La dernière charrette), assieme a Chénier